# Sydafrikanska partiet

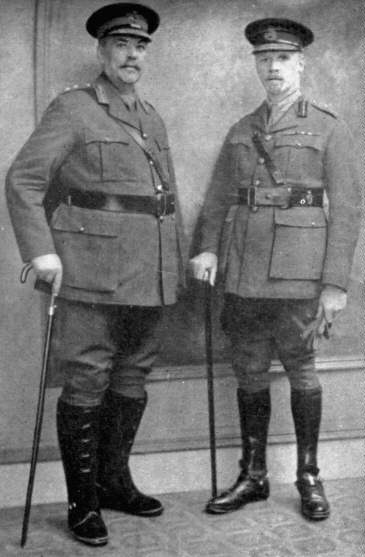
Botha och Smuts tillsammans 1917.

Sydafrikanska partiet (afrikaans: Suid-Afrikaanse Party; engelska: South African Party) var ett konservativt politiskt parti i Sydafrika. Det grundades år 1910 och var det styrande partiet i landet mellan 1911 och 1924, då det förlorade makten till Nationalistpartiet och gick i opposition. Partiet upphörde att existera år 1934 då det slogs samman med Nationalistpartiet till ett gemensamt regeringsparti.

## Historia

### Partiets grundande
Sydafrikanska partiet bildades i november 1910 genom sammanslagningen av fyra boernationalistiska partier som hade ställt upp tillsammans i Sydafrikas första parlamentsval samma år. Dessa partier var tidigare verksamma i de brittiska kolonier som det året gick uppgick i en ny statsbildning kallad Sydafrikanska unionen. Syftet med det nya partiet var att de separata boernationalistiska partier som fanns i de gamla kolonierna effektivare skulle kunna få en nationell räckvidd i den nya unionsstaten. De fyra partierna var Het Volk, Afrikaner Bond, Kapkolonins sydafrikanska parti samt Orangia Unie. Trots att partiet kom på andra plats i valet kunde man bilda regering på grund av valsystemets utformning. Partiets huvudsakliga ledare var Louis Botha, tidigare boergeneral men sedermera lojal mot Brittiska imperiet vilket väckte avsky hos de mer hårdföra boernationalistiska elementen som förkastade brittiskt styre. Efter valet utsågs Botha till Sydafrikas första premiärminister. Uppfattningen att han var alltför foglig mot den brittiska överhögheten ledde dock till stora slitningar i partiet, inte minst kritik från James Hertzog från Orangia Unie, det styrande partiet i förutvarande Oranjeflodskolonin. Hertzog hade i och med partisammanslagningen och valsegern 1910 ingått som minister i Bothas regering men visade sitt tydliga förakt gentemot britterna i Sydafrika. I en regeringsombildning 1912 blev Hertzog av med sin ministerpost varpå splittringen i partiet ökade.

### Partisplittring och sammanslagningar
År 1914 bröt sig de radikala boernationalisterna under James Hertzogs ledning ut och bildade ett eget politiskt parti, Nationalistpartiet, som öppet tog ställning för boerna och krävde att ökade rättigheter för denna folkgrupp. I parlamentsvalet i Sydafrika 1915 fick Sydafrikanska partiet stöd av den liberala oppositionen som skrämdes av tanken på att nationalisterna kunde vinna makten och hota banden till Brittiska imperiet mitt under brinnande världskrig. De sydafrikanska liberalernas parti, Unionistpartiet, försvagades dock av att den vita väljarkåren i landet sällade sig till nationalisterna och de ingick snart i en allians med Sydafrikanska partiet. År 1919 blev Jan Smuts partiledare efter Louis Bothas död. Unionistpartiet slogs året därpå till slut samman med Sydafrikanska partiet i ett desperat försök att förhindra att nationalisterna vann makten. I parlamentsvalet 1924 hade opinionen definitivt vänt mot partiet som förlorade regeringsmakten till en koalition bestående av nationalisterna och Labour Party. Sydafrikanska partiet utgjorde därefter oppositionen i unionsparlamentet och behöll denna position fram till år 1934 då man, främst på grund av den stora depressionens katastrofala effekter på ekonomin, tvingades bilda ett gemensamt parti tillsammans med det regerande Nationalistpartiet.

## Politisk plattform
Sydafrikanska partiet förde en moderat konservativ politik och förespråkade fortsatt lojalitet till den brittiska kronan. Man uppmuntrade till försoning mellan boerna, som efter förlusten i andra boerkriget såg med förakt på det brittiska väldet i södra Afrika, och den engelsktalande vita befolkningen. Partiet ansågs inte vara lika extremt som nationalisterna på den yttre högerkanten, vilka förordade republik, kraftigt utökade rättigheter för boerna och radikalt skärpt rassegregering. Viss utökad diskriminering gentemot icke-vita sydafrikaner förordades emellertid även av Sydafrikanska partiet under Jan Smuts, som baserat på dåtida europeisk raslära menade att svarta afrikaner inte var mogna att åtnjuta politiska rättigheter.